# Geflügelcholera

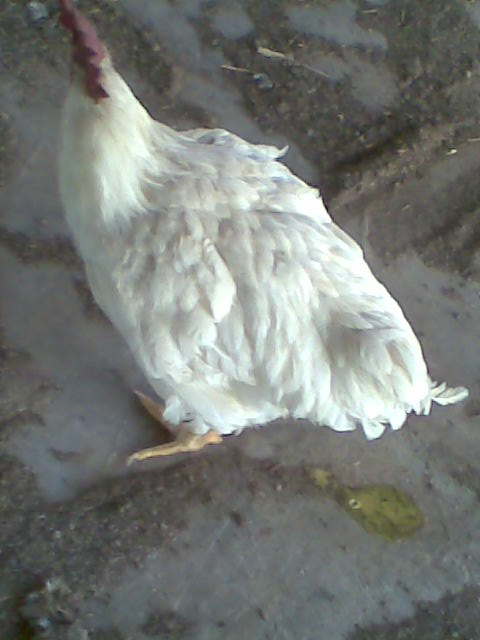
Hahn mit grünfarbigem Durchfall

Die Geflügelcholera ist eine durch Pasteurella multocida hervorgerufene seuchenartige bakterielle Infektionskrankheit der Vögel. Prinzipiell sind alle Geflügelarten und viele Wildvögel empfindlich – am empfänglichsten sind Puten, am wenigsten empfänglich Tauben. Die Geflügelcholera gehört in Österreich zu den anzeigepflichtigen Tierseuchen der Gruppe B.

## Erreger
Der Erreger der Geflügelcholera ist Pasteurella multocida. Es dominiert der Kapseltyp A mit den O-Antigenen 1, 3 und 4, bei Puten der Kapseltyp F mit den O-Antigenen 1, 3, 4, 5, 7 und 12.
Als Infektionsquelle spielen infizierte Tiere einschließlich Wildvögel und Nagetiere eine Rolle. Auch eine Übertragung durch die Lederzecke Argas persicus ist möglich.

## Klinisches Bild
Die Geflügelcholera kann in zwei Formen auftreten.
Die perakute/akute Form ist durch eine Septikämie gekennzeichnet, die bei perakutem Verlauf in plötzlichen Todesfällen, bei akutem Mattigkeit, sinkender Futteraufnahme, Blauverfärbungen, Atemnot und blutigem Nasenausfluss und Durchfall gekennzeichnet ist. Die Morbidität in Beständen beträgt bis zu 50 %.
Die chronische Form äußert sich in Schnupfen, Entzündungen der Kopfanhänge (Kamm, Kehllappen – „Läppchenkrankheit“), Gelenkentzündungen, Lähmungen, Torticollis, Gleichgewichtsstörungen und eventuell Durchfall.

## Behandlung
Die Behandlung erkrankter Tiere ist meist erfolglos. Die Therapie zielt daher auf einer vorbeugenden Antibiose gefährdeter Kontakttiere (Metaphylaxe). Hierbei werden Sulfonamide oder  Fluorchinolone eingesetzt. Auch Penicilline sind wirksam.

## Wissenschaftshistorische Bedeutung
Die Geflügelcholera hat in der Medizingeschichte eine herausragende Rolle gespielt, weil Louis Pasteur 1880 an diesem Beispiel zeigte, dass man Krankheiten durch eine Impfung vorbeugen kann. Bis dahin hatte man nur die Pockenimpfung gekannt, deren Funktionsweise noch nicht verstanden worden war. Pasteur erweiterte damit den Impfgedanken zu einem allgemeinen Prinzip. Als Impfstoff verwendete Pasteur die lebenden Bakterien. Er hatte sie in ihrer Virulenz abgeschwächt, indem er bei der Züchtung monatelange Kulturpausen eingelegt hatte.